# Rożyszcze
Rożyszcze (ukr. Рожище) – miasto na Ukrainie i stolica rejonu w obwodzie wołyńskim na Wołyniu.
Znajduje tu się stacja kolejowa Rożyszcze, położona na linii Zdołbunów – Kowel.

## Historia
Rożyszcze położone w województwie wołyńskim były własnością władyków łucko-ostrogskich w 1570 roku. Po rozbiorach Polski właścicielem wsi był Walerian Stroynowski.
W II RP miasto było siedzibą wiejskiej gminy Rożyszcze. Ludność w większości stanowili Żydzi.
W ostatnich dniach czerwca 1941 roku doszło tutaj do pogromu, w trakcie którego wielu Żydów zostało pobitych i ograbionych przez Ukraińców. Podczas okupacji niemieckiej dokonano eksterminacji ludności żydowskiej. W październiku 1941 roku policjanci z 320. batalionu policyjnego z Łucka rozstrzelali 603 ofiary. 22 sierpnia 1942 roku SD z Łucka przy udziale niemieckiej żandarmerii i ukraińskiej policji rozstrzelało około 3 tys. żydowskich mieszkańców miejscowego getta w pobliskiej kopalni piasku. Kilkuset Żydów zdołało zbiec wywołując pożar getta; około 400 z nich ukraińscy policjanci wyłapali i rozstrzelali na cmentarzu. Pomoc Żydom w Rożyszczach niosły polskie rodziny Kotarskich i Krajewskich oraz Ukrainiec Iwan Kondrajew. Po wojnie Instytut Jad Waszem uhonorował Wacława, Marcelinę, Kazimierza, Czesława i Irenę Kotarskich, Janinę Zalech z d. Kotarską, Leokadię Krajewską, Edmunda Krajewskiego oraz Iwana Kondrajewa tytułami Sprawiedliwych wśród Narodów Świata.
Podczas rzezi wołyńskiej w 1943 roku w mieście istniała zakonspirowana polska samoobrona w liczbie 130 ludzi; znajdował się tu także oddział policji złożony z Polaków. To, oraz stacjonowanie oddziałów niemieckich i węgierskich odstraszało bojówki UPA, przez co do Rożyszcz ściągali polscy uchodźcy z okolicznych wsi.
Słynący łaskami obraz Chrystusa Miłosiernego, pochodzący z Rożyszcz, przywieziony został po II wojnie światowej, do wsi Zielonka Pasłęcka (województwo warmińsko-mazurskie). Część polskich mieszkańców Rożyszcz została przesiedlona do Racławic Śląskich koło Prudnika.
W 1945 roku zaczęto wydawać gazetę.
W 1975 liczyło 13 tys. mieszkańców, w 1989 14 391, w 2013 liczyło 13 327 mieszkańców.

## Zabytki

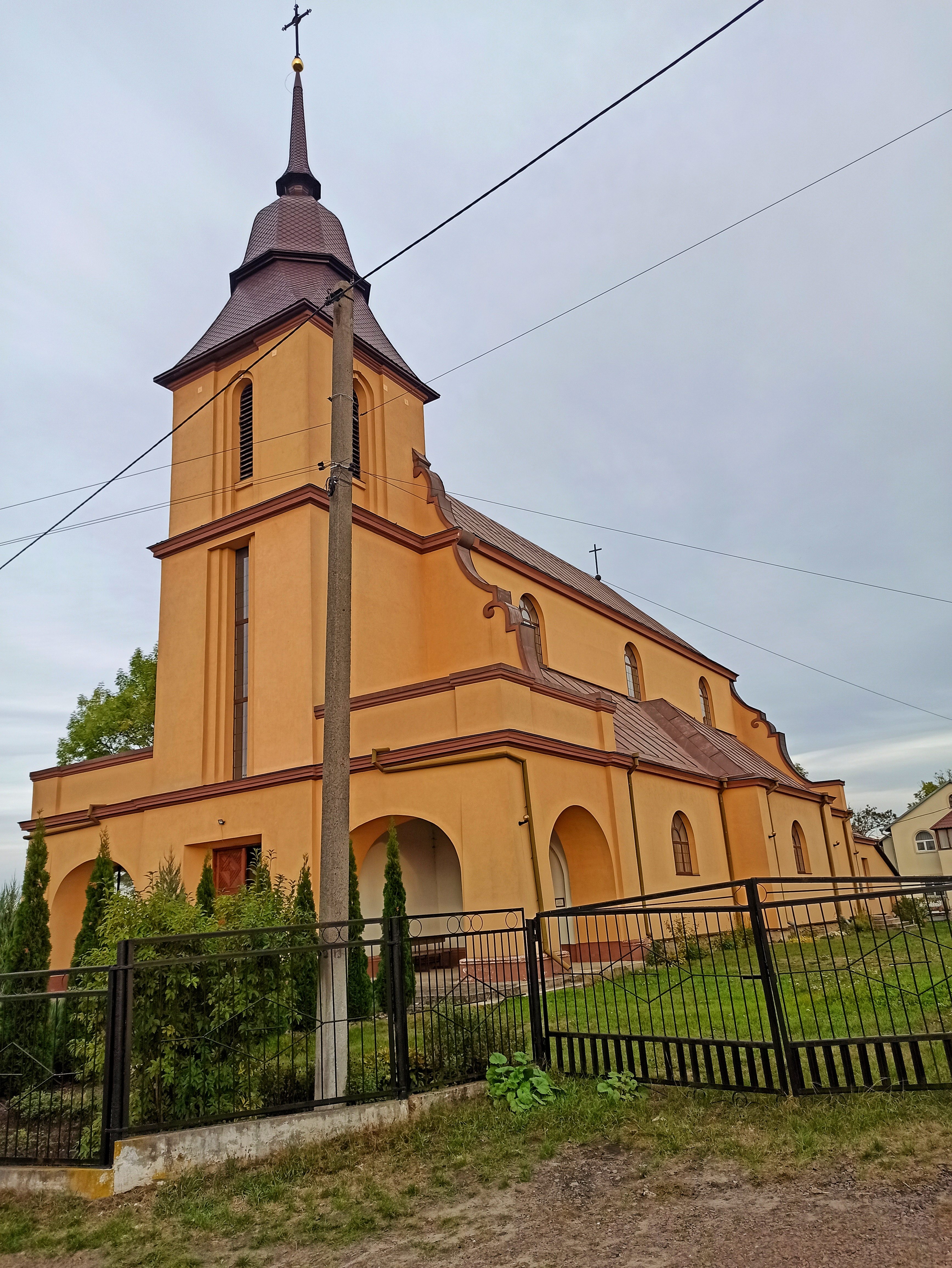
Kościół katolicki

- Kościół katolicki pw. Przemienienia Pańskiego. Budowę kościoła murowanego z cegły rozpoczął w 1921 r. ze składek wiernych ks. Telesfor Kawczyński, miejscowy proboszcz. Pracę kontynuował i budowę dokończył jego następca, ks. Jerzy Zwoliński, który też kościół odpowiednio uposażył. Poświęcił w 1931 r. bp pomocniczy Stefan Walczykiewicz. Od września 1929 r. w głównym ołtarzu kościoła czczony był cudowny wizerunek Pana Jezusa z Tarnorudy na Podolu, która znalazła się po pokoju ryskim na terenie ZSRR. Po wypędzeniu w 1945 roku większości parafian władze sowieckie zamieniły kościół na stajnię dla koni wojskowych, a w latach 80. urządziły w nim skład artykułów żywnościowych. W 1992 r., dzięki staraniom ks. dziekana Ludwika Kamilewskiego i ks. Marka Gmitrzuka świątynię oddano katolikom. Wymagała ona remontu, którego dokonał ks. Marek Gmitrzuk. Kościół ponownie poświęcił 11 kwietnia 1993 r. bp pomocniczy Marcjan Trofimiak. Obecnie administratorem jest ks. Roman Burnik.
- Cerkiew św. Michała z 1920 roku

## Ludzie urodzeni w Rożyszczach
- Jadwiga Puzynina – polska językoznawczyni i badaczka literatury
- Włodzimierz Rodziewicz – polski inżynier, wykładowca Politechniki Warszawskiej i Politechniki Gdańskiej
- Wacław Wójcik – polski kolarz szosowy, dwukrotny zwycięzca Tour de Pologne (1948, 1952)